# Szkoła Podoficerów Lotnictwa dla Małoletnich
Szkoła Podoficerów Lotnictwa dla Małoletnich (SPLdM) – placówka szkolnictwa wojskowego II Rzeczypospolitej, istniejąca w latach 1930-1938 w Bydgoszczy, a w latach 1938-1939 w Krośnie.

## Historia
Organizację Szkoły Podoficerów Lotnictwa dla Małoletnich (SPLdM) w Bydgoszczy rozpoczęto na podstawie rozkazu Departamentu Aeronautyki Ministra Spraw Wojskowych Ldz. 8635/30 z dnia 7 sierpnia 1930 roku. Oficerem wyznaczonym do tego zadania był dowódca eskadry szkolnej Szkoły Podoficerów Mechaników Lotniczych w Bydgoszczy (SPML) kpt. pil. Adam Zaleski. Na potrzeby szkoły Liga Obrony Powietrznej Kraju ofiarowała nowy budynek stawiany na terenie bydgoskiego lotniska (bursa Cywilnej Szkoły Mechaników Lotniczych w Bydgoszczy). Warunki naboru do Szkoły zostały podane do publicznej wiadomości na łamach sierpniowego numeru Lotnika. Pierwszy kurs SPLdM uruchomiono 1 listopada 1930 roku (111 uczniów). Szkoła wchodziła w skład Centrum Wyszkolenia Podoficerów Lotnictwa w Bydgoszczy, od 1 października 1934 Centrum Wyszkolenia Technicznego Lotnictwa, a od czerwca 1937 – Centrum Wyszkolenia Technicznego Lotnictwa nr 2 w Bydgoszczy. 23 kwietnia 1931 uruchomiono pierwszy dywizjon szkolny SPLdM (dowódca kpt. pil. Adam Zaleski), w którego skład wchodziły 2 eskadry szkolne.
3 października 1933 roku przy 3. eskadrze szkolnej SPLdM utworzono pluton podchorążych, do którego przydzielono 30 podchorążych powołanych na dwuletni kurs w Szkole Podchorążych Lotnictwa w grupie technicznej w CWPL. 6 lipca 1937 wyodrębniono Szkołę Podoficerów Lotnictwa dla Małoletnich jako samodzielną jednostkę z Centrum Wyszkolenia Technicznego Lotnictwa nr 2 w Bydgoszczy. Statut SPLdM zatwierdzono w lutym 1938 roku. W związku z dużą liczbą uczniów 1 września 1937 dywizjon szkolny w składzie dwóch eskadr pierwszego rocznika przeniesiono do koszar w Świeciu nad Wisłą.
W 1938 roku, w związku z zagrożeniem Polski ze strony Niemiec, władze wojskowe zdecydowały się na organizację nowego ośrodka szkolenia personelu lotniczego w południowej części kraju. 1 września 1938 po likwidacji Komendy Centrum Wyszkolenia Technicznego Lotnictwa nr 2 w Bydgoszczy, Szkołę Podoficerów Lotnictwa dla Małoletnich podporządkowano bezpośrednio komendantowi Grupy Szkół Lotniczych w Warszawie. W październiku 1938 całą kadrę i sprzęt dyslokowano do Krosna, pozostawiając w Bydgoszczy tylko warsztaty remontowe samolotów. W ślad za przeprowadzką szkoły z Bydgoszczy do Krosna, przeniesiono także jej zapasowe lotnisko z Sobiejuch koło Żnina do Moderówki koło Jasła.
Wokół lotniska w Krośnie zbudowano pomieszczenia dowództwa, kasyno i hotel oficerski, izby chorych, kwatery dla podoficerów, instruktorów i uczniów, sale wykładowe, kuchnie, laboratoria, warsztaty elektro- i radiomechaników oraz strzelców radiotelegrafistów oraz hangary. Szkoła funkcjonowała w nowej lokalizacji od listopada 1938 do wybuchu II wojny światowej.

## System szkolenia
Zadaniem szkoły było wyszkolenie podoficerów pilotów, mechaników samolotowych i techników obsługi naziemnej i pokładowej. Od 1932 kształcono uczniów także na elektro- i radiomechaników oraz strzelców pokładowych i radiotelegrafistów potrzebnych dla obsługi wieloosobowych samolotów nowej generacji.
Szkolenie było początkowo oparte na programie CWPL, a w kolejnych latach wzbogacano je m.in. o takie przedmioty jak: technologie metali i materiałów używanych w lotnictwie, termodynamikę silników, orientację, terenoznawstwo, kartografię, meteorologię, łączność z artylerią i piechotą, nawigację lotniczą, rusznikarstwo, geografię lotniczą, taktykę broni pokładowej, taktykę lotniczą, bombardowanie itp.. Dla potrzeb szkolenia mechaników lotniczych przygotowano bogate zaplecze techniczno warsztatowe, m.in. narzędziownię, kuźnię, ślusarnię, tokarnię, blacharnię, spawalnię, wulkanizernię, stolarnię, tapicernię i splatarnię. Praktyczne zajęcia przy płatowcach i silnikach polegały na ich montażu i demontażu, zaznajomieniu się z działaniem poszczególnych mechanizmów i ich samodzielną regulacją.
Do szkoły przyjmowano chłopców w wieku od 16 do 18 lat, którzy ukończyli co najmniej 7 klas szkoły powszechnej oraz dysponowali świadectwem lekarskim, wystawionym przez szpital garnizonowy (od 1935 badania w Centrum Badań Lekarskich Lotnictwa w Warszawie). Egzaminy wstępne obowiązywały z języka polskiego, historii, geografii oraz sprawności fizycznej.
Uczniowie pierwszego rocznika kształcili się w przedmiotach wojskowych i ogólnokształcących, na drugim roku wyłącznie w przedmiotach wojskowych, a na trzecim roku pogłębiano umiejętności w wybranych specjalnościach oraz składano przysięgę wojskową. Po drugim roku szkolenia uczniowie przechodzili szkolenie szybowcowe w Ustianowej oraz samolotowe w Radomiu lub Grudziądzu. W połowie lat 30. utworzono filie szkoły w Świeciu nad Wisłą i w Sobiejuchach koło Żnina, gdzie kształcono od 150 do 400 elewów.
Latem 1938 roku wprowadzono nowy system szkolenia skracając czas przeznaczony na wyszkolenie ogólne, a zwiększając wykłady i praktyczną naukę przedmiotów fachowych z dziedziny lotnictwa.

## Zajęcia sportowe i kulturalne
W szkole zorganizowano drużyny piłki nożnej, koszykówki, siatkówki, zespoły lekkoatletyczne, bokserskie i wioślarskie. Szkoła zdobyła mistrzostwo armii w boksie oraz mistrzostwo miasta Bydgoszczy. Reprezentacyjna czwórka wioślarska zajęła 1. miejsce na mistrzostwach armii. Latem organizowano obozy sportowe nad Bałtykiem w Cetniewie i Jastrzębiej Górze.
W szkole powstały także grupy wokalne, dramatyczne, zespoły muzyczne oraz orkiestra wojskowa. Od 1931 wydawano własną gazetkę szkolną „Skrzydła”.

## Sprzęt

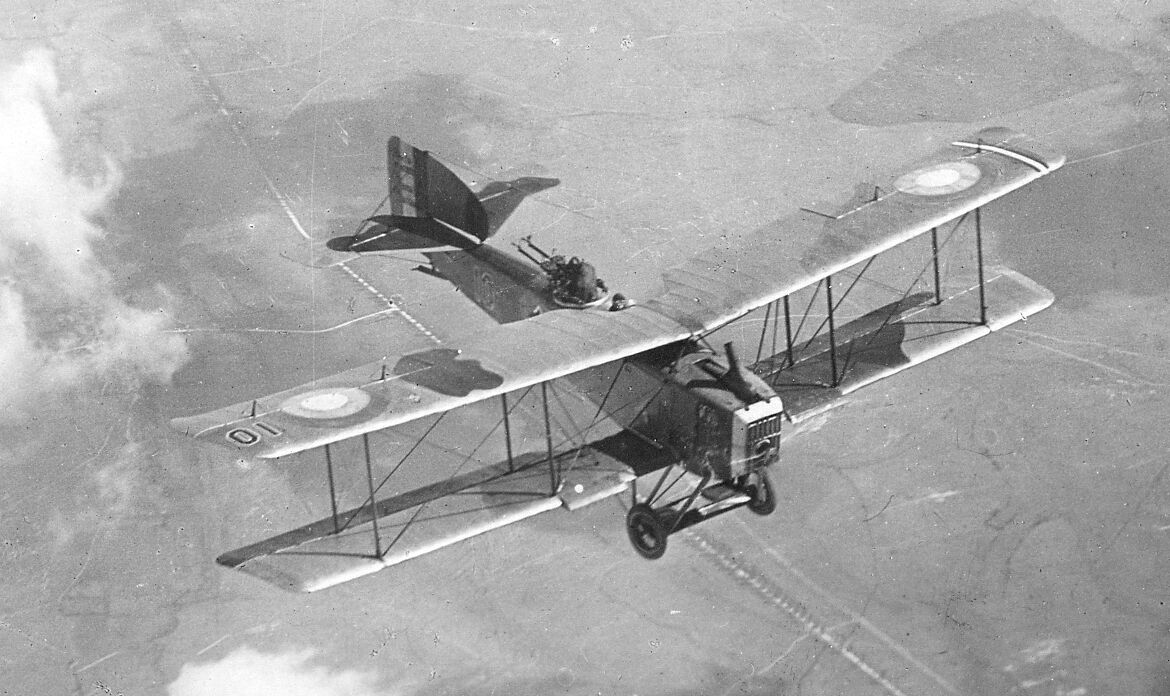
Breguet 14
Potez XXV
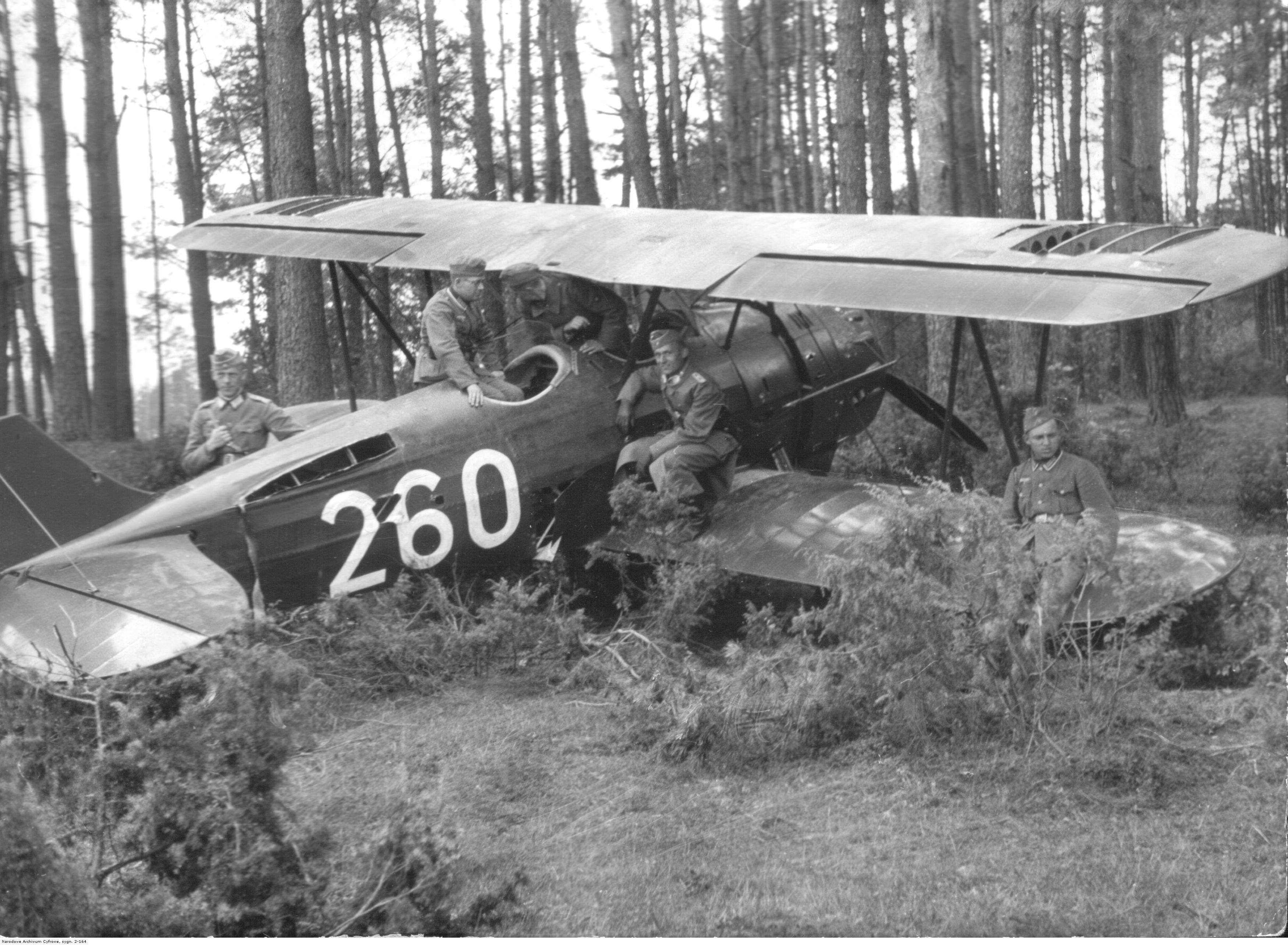
PWS-26
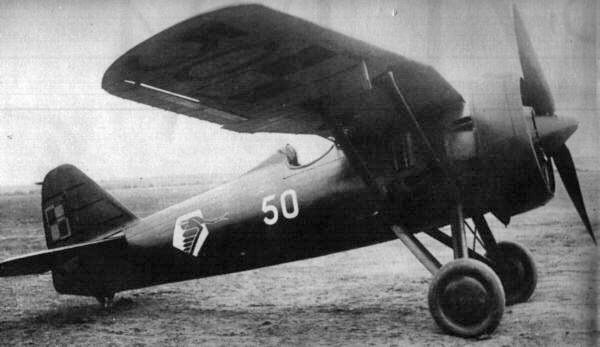
PZL P.7
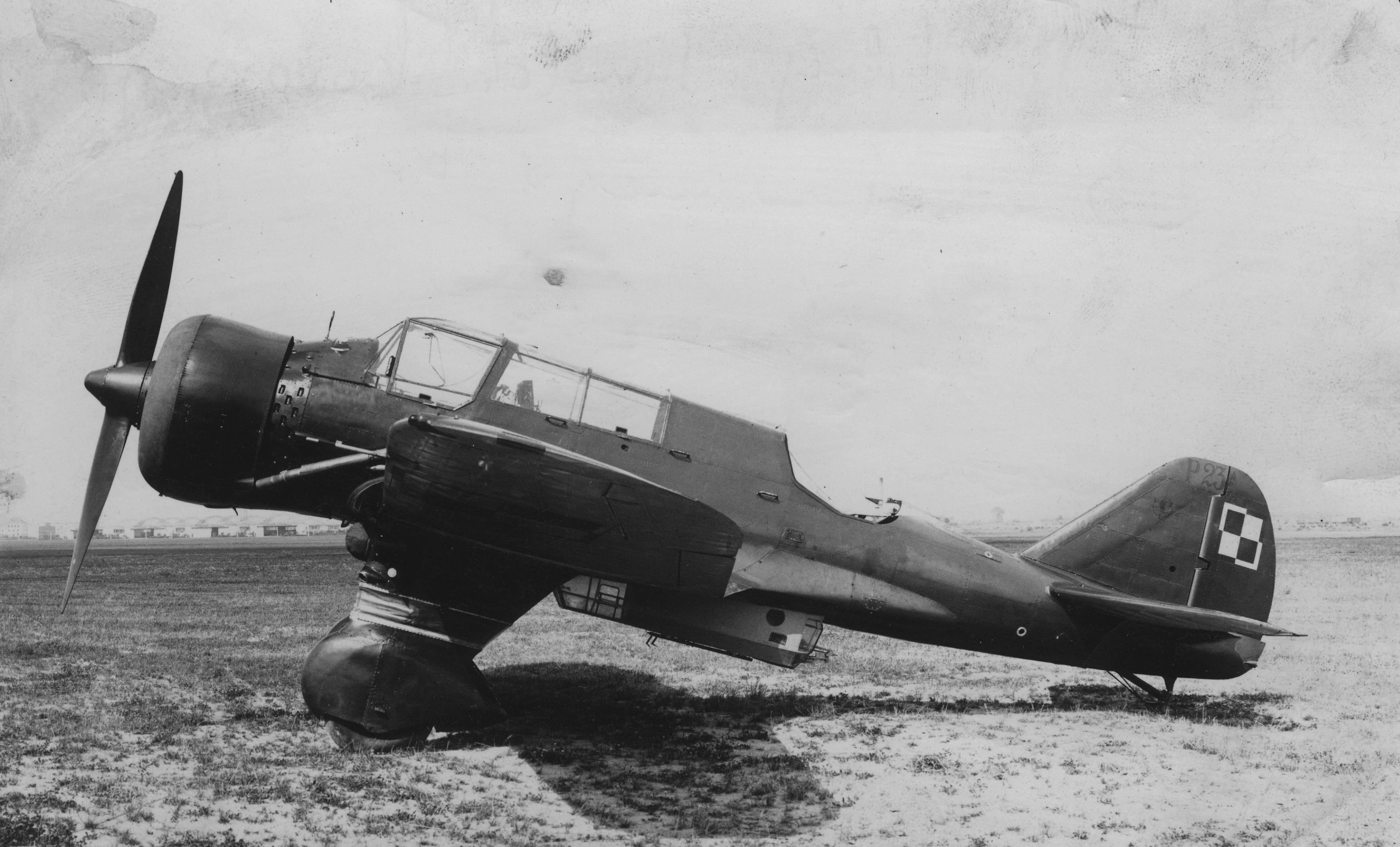
PZL.23 Karaś

Do szkolenia w Bydgoszczy używano m.in. samolotów: Breguet 14 oraz Potez XV i Potez XXV produkowany na licencji w Lubelskiej Wytwórni Samolotów. W latach 1937–1938 używano licencyjnego samolotu szkolno-treningowego PWS-18 z Podlaskiej Wytwórni Samolotów, a od 1935 – RWD-8. Oprócz samolotów szkolnych i treningowych wykorzystywano też pojedyncze egzemplarze samolotów bojowych, m.in. od 1936 myśliwca PZL P.7 i PZL P.11. W 1937 roku przysłano dwa samoloty liniowe PZL.23 Karaś. W latach 1938–1939 w Krośnie prowadzono kurs pilotażu podstawowego m.in. na samolotach PWS-18 i PWS-28.

## Organizacja pokojowa szkoły
W 1933
- komendant szkoły (mjr pil. Adam Zaleski)
- 1 eskadra szkolna (por. pil. Brunon Mówka)
- 2 eskadra szkolna (kpt. pil. Henryk Wituski)
- 3 eskadra szkolna (kpt. obs. Tadeusz Dzierzgowski)

W 1937
- Komenda szkoły
- Dywizjony szkolne
  - Dywizjon Szkolny Podoficerów Lotnictwa dla Małoletnich nr 1 w Świeciu (przeniesiony z Bydgoszczy 1 września 1937)
  - Dywizjon SPLdM nr 2
  - Dywizjon SPLdM nr 3
- Baza Lotnicza Bydgoszcz
  - komenda Bazy
  - kwatermistrzostwo
  - dowództwo oddziału portowego
  - kompania portowa
  - park lotniczy

W marcu 1939
- komenda
- I dywizjon szkolny a. 2 eskadry szkolne unitarne
- II dywizjon szkolny a. 2 eskadry specjalne
- III dywizjon szkolny a. 2 eskadry specjalne
- ćwiczebna eskadra pilotażu
- Baza Lotnicza

## Kadra szkoły

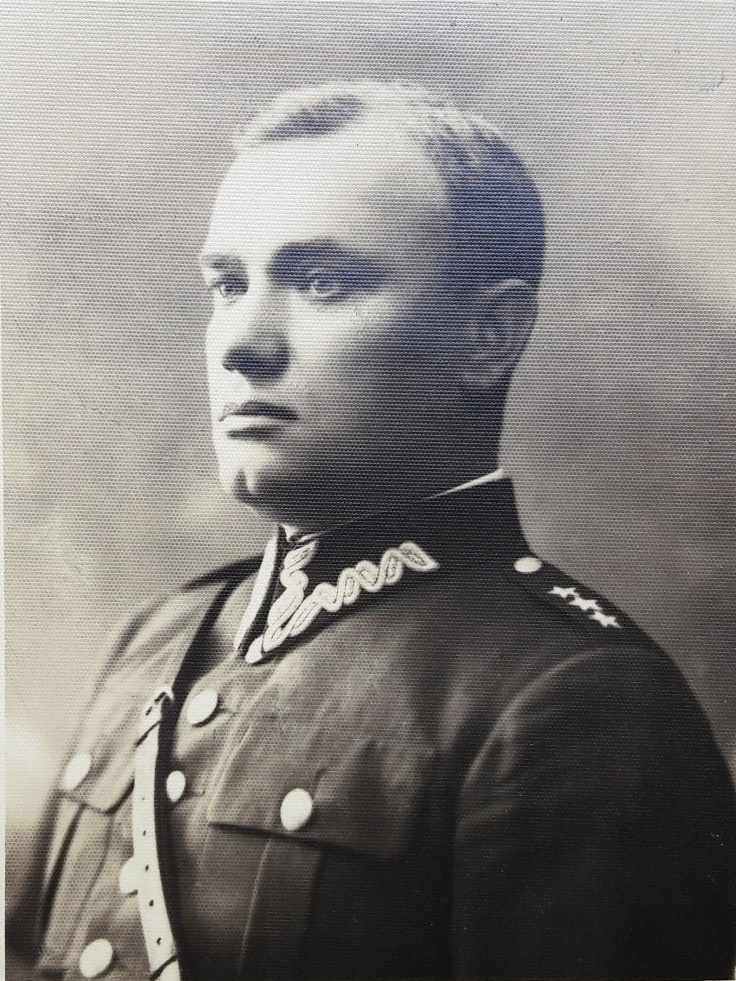
kpt. adm. (piech.) Jan Michał Nidecki

Obsada personalna w marcu 1939
Komenda
- komendant – ppłk Adam Juliusz Zaleski †1940 Charków
- adiutant – por. Jacek Perkowski Prot †13 III 1942[9]
- naczelny lekarz medycyny – mjr lek. dr Julian Emil Niedźwirski vel Emil Julian Berenhaut[a]
- w dyspozycji komendanta – kpt. inż. Michał Blaicher
- na kursie – ppor. Bazyli Marszałek †1940 Charków[10]
- na kursie – ppor. Walenty Wichliński †1940 Katyń[11]

- dyrektor nauk – kpt. Józef Marian Stryjski †1940 Charków[12]
- kierownik nauczania ogólnego – kpt. adm. (piech.) Jan Michał Nidecki †1940 Katyń[13]
- kierownik wyszkolenia aeronawigacji i meteo – kpt. Stefan Michał Olesiński †1940 Charków[14]

I dywizjon szkolny
- dowódca dywizjonu – kpt. Brunon Mówka †1940 Charków[15]
- dowódca 1 eskadry szkolnej unitarnej – kpt. Piotr Pajer †13 IV 1942[16]
- dowódca plutonu – por. Tadeusz Maciej Ciesielski †1940 Katyń[17]
- dowódca 2 eskadry szkolnej unitarnej – por. Antoni Kaucz[18]
- dowódca plutonu – por. Kazimierz Antoni Kubicki †1940 Katyń[19]

II dywizjon szkolny
- dowódca dywizjonu – mjr Tadeusz Dzierzgowski †1940 Charków
- dowódca 1 eskadry specjalnej – kpt. Maksymilian Roguszka[b]
- dowódca plutonu – ppor. Czesław Świerkosz †16 VIII 1939 Biedrusko[20]
- dowódca plutonu – chor. Jan Zawadzki
- dowódca plutonu – chor. Kazimierz Pielucha
- dowódca 2 eskadry specjalnej – kpt. Antoni Władysław Kiewnarski †30 III 1944[21]
- dowódca plutonu – kpt. Kazimierz Makówka †1940 Charków[22]
- dowódca plutonu – ppor. Jan I Jabłoński †26 II 1942[23]
- dowódca plutonu – chor. Jan Pawlak

III dywizjon szkolny
- dowódca dywizjonu – mjr Leonard Krzemieński
- dowódca 1 eskadry specjalnej – kpt. Wacław Malinowski
- dowódca plutonu – por. Mieczysław Wolski[24]
- dowódca plutonu – por. Zbigniew Hubczenko[25]
- dowódca plutonu – ppor. Władysław Walendowski[26]
- dowódca 2 eskadry specjalnej – kpt. Feliks Gazda
- dowódca plutonu – por. Henryk Skalski[27]
- dowódca plutonu – por. Leszek Jerzy Wielochowski[28]
- dowódca plutonu – chor. Jan Czarnecki

Ćwiczebna Eskadra Pilotażu
- dowódca eskadry – kpt. Józef Baran †1940 Charków[29]
- dowódca plutonu – por. Mieczysław Wolański
- dowódca plutonu – ppor. Florian Adrian
- dowódca plutonu – ppor. Jan Zenon Bieńkowski †2 VIII 1943[30]
- dowódca plutonu – ppor. Jan Piotr Pfejffer (Pfeiffer) †20 XII 1943[31]

Baza Lotnicza
- komendant bazy – mjr Henryk Liebek
- zastępca komendanta ds. intendentury – mjr int. mgr Karol Wincenty Mazurek
- oficer administracyjno-materiałowy – kpt. adm. (piech.) Jan Wisz
- oficer gospodarczy – kpt. int. Władysław Franciszek Jagodziński
- oficer żywnościowy – chor. Jan Wyborski
- komendant parku – mjr inż. Kazimierz Leon Knapik
- oficer nadzoru technicznego – kpt. Piotr Sulicki
- dowódca pododdziału parkowego – chor. Stanisław Kaczmarek
- dowódca oddziału portowego – kpt. Aleksander Majewski
- dowódca kompanii portowej – kpt. adm. (piech.) Bronisław Wacław Krygier
- dowódca plutonu – chor. Władysław Pluciński

## Absolwenci
W nawiasie podano rok ukończenia szkoły.
- Stanisław Kłosowski (1933)
- Tadeusz Kiełpiński
- Michał Cwynar (1936)
- Adolf Pietrasiak (1936)
- Mieczysław Adamek (1936)
- Kazimierz Wünsche (1936)
- Edmund Kobyliński
- Henryk Koniuszewski
- Mieczysław Adamek (1939)
- Jakub Bargiełowski (1939)
- Benedykt Dąbrowski (1939)
- Stefan Mucha (1939)
- Eugeniusz Nowakiewicz (1939)
- Wincenty Rutkowski (1939)
- Stefan Wójtowicz (1939)